# Robert Mouynet
Robert Mouynet (25 de març de 1930) és un exfutbolista francès.

## Selecció de França
Va formar part de l'equip francès a la Copa del Món de 1958 però no hi disputà cap partit.